# 马里兰大学法学院
马里兰大学凱瑞法學院（University of Maryland Francis King Carey School of Law）是一所位于美国马里兰州巴尔的摩的法学院，附属于马里兰大学系统中的马里兰大学巴尔的摩分校。
该法學院创建于1816年，1824年开课，在经历了短暂的中断后1868年復课，是美国历史最悠久的學院之一。W.P.凱瑞基金會於2011捐贈馬里蘭大學法學院3,000 萬美元，而後該法學院更名為馬里蘭大學凱瑞法學院（University of Maryland Francis King Carey School of Law）。
该法學院在美国新闻与世界报道的法学院排名中取得第47名排名。
已故的國際法權威學者丘宏達教授生前曾於該法學院任教。